# Уэстон (округ)
Округ Уэстон (англ. Weston County) — округ, расположенный в штате Вайоминг (США), с населением в 6644 человек по статистическим данным переписи 2000 года.
Столица округа находится в городе Ньюкасл.

## История
Округ Уэстон был образован в 1890 году из части территории округа Крук и получил своё название в честь бывшего аудитора штата Небраска Джефферсона Б. Уэстона (1831—1895).

## География
По данным Бюро переписи населения США округ Уэстон имеет общую площадь в 6216 квадратных километров, из которых 6211 кв. километр занимает земля и 5 кв. километров — вода. Площадь водных ресурсов округа составляет 0,09 % от всей его площади.

### Соседние округа
- Крук — север
- Лоренс (Южная Дакота) — северо-восток
- Пеннингтон (Южная Дакота) — восток
- Кастер (Южная Дакота) — юго-восток
- Найобрэра — юг
- Конверс — юго-запад
- Кэмпбелл — запад

## Демография

Распределение населения округа Уэстон по возрастным диапазонам

По данным переписи населения 2000 года в округе Уэстон проживало 6644 человека, 1868 семей, насчитывалось 2624 домашних хозяйств и 3231 жилой дом. Средняя плотность населения составляла 1 человек на один квадратный километр. Расовый состав округа по данным переписи распределился следующим образом: 95,94 % белых, 0,12 % чёрных или афроамериканцев, 1,26 % коренных американцев, 0,20 % азиатов, 0,02 % выходцев с тихоокеанских островов, 1,54 % — представителей смешанных рас, 0,93 % — других народностей. Испано- и латиноамериканцы составили 2,06 % от всех жителей округа.
Из 2624 домашних хозяйств в 31,10 % — воспитывали детей в возрасте до 18 лет, 60,40 % представляли собой совместно проживающие супружеские пары, в 7,30 % семей женщины проживали без мужей, 28,80 % не имели семей. 25,00 % от общего числа семей на момент переписи жили самостоятельно, при этом 11,50 % составили одинокие пожилые люди в возрасте 65 лет и старше. Средний размер домашнего хозяйства составил 2,42 человек, а средний размер семьи — 2,88 человек.
Население округа по возрастному диапазону по данным переписи 2000 года распределилось следующим образом: 24,10 % — жители младше 18 лет, 7,40 % — между 18 и 24 годами, 26,30 % — от 25 до 44 лет, 26,70 % — от 45 до 64 лет и 15,60 % — в возрасте 65 лет и старше. Средний возраст жителей округа составил 41 год. На каждые 100 женщин в округе приходилось 103,10 мужчин, при этом на каждых сто женщин 18 лет и старше приходилось 103,80 мужчин также старше 18 лет.
Средний доход на одно домашнее хозяйство в округе составил 32 348 долларов США, а средний доход на одну семью в округе — 40 472 доллара. При этом мужчины имели средний доход в 34 321 доллар в год против 18 640 долларов среднегодового дохода у женщин. Доход на душу населения в округе составил 17 366 долларов США в год. 6,30 % от всего числа семей в округе и 9,90 % от всей численности населения находилось на момент переписи населения за чертой бедности, при этом 11,30 % из них были моложе 18 лет и 13,60 % — в возрасте 65 лет и старше.

## Главные автодороги
- US 16
- US 20
- US 85
- WH 116
- WH 450
- WH 585

## Населённые пункты
Города
- Аптон
- Ньюкасл

Статистически обособленные местности
- Осейдж
- Хилл-Вью-Хайтс

Другие
- Фор-Корнерс